# كارين بي توماس
كارين بي توماس (بالإنجليزية: Karen P. Thomas)‏ هي ملحنة أمريكية، ولدت في 1957.